# Galdakao
Galdakao és un municipi de Biscaia, a la comarca d'Uribe. Limita al nord amb Zamudio, Lezama i Larrabetzu; al sud amb Zaratamo i Zeberio; a l'est amb Amorebieta-Etxano, Lemoa i Bedia; i a l'oest amb Etxebarri i Basauri.

## Barris
- Aperribai
- Arteta
- Bekea
- Bengoetxe
- Berezikoetxe
- Elexalde
- Erletxe
- Olabarrieta-Txistulanda
- Urreta
- Tximelarre Bekoa
- Tximelarre Goikoa
- Muguru

## Evolució de la població
| Any       | 1900  | 1910  | 1920  | 1930  | 1940  | 1950  | 1960   | 1970   | 1980   | 1990   | 1999   | 2003   |
| Habitants | 2.825 | 3.981 | 4.886 | 6.709 | 7.101 | 7.733 | 10.556 | 18.854 | 26.755 | 28.264 | 29.649 | 29.765 |

## Personatges il·lustres
- Juan Jugo (1920): Futbolista internacional.
- Francisco Javier García Gaztelu (1966): Activista polític, membre d'ETA
- Jon Azkueta (1967): Atleta (Campió món júnior)
- Cristina Castro (1969): Atleta Olímpica
- Oier Zearra Garabieta (1977) : Manomanista professional (pielotari).
- Igor Antón Hernández (1983): Ciclista professional.